# Tabanus yakuensis
Tabanus yakuensis är en tvåvingeart som beskrevs av Ouchi 1943. Tabanus yakuensis ingår i släktet Tabanus och familjen bromsar. Inga underarter finns listade i Catalogue of Life.